# Sekaran (Wonosari)
Sekaran is een bestuurslaag in het regentschap Klaten van de provincie Midden-Java, Indonesië. Sekaran telt 1651 inwoners (volkstelling 2010).